# 25 ventôse
25 pluviôse 25 germinal
Le quintidi 25 ventôse, officiellement dénommé jour du thon, est le 175e jour de l'année du calendrier républicain.
C'était généralement le 15e jour du mois de mars dans le calendrier grégorien.